# La grotte aux loups
La grotte aux loups ist ein französischer Film von Bernard Toublanc-Michel aus dem Jahr 1980 nach dem Roman Die Wolfshöhle von André Besson. Die Hauptrollen spielten Claude Jade und Alain Claessens.

## Handlung
Der Postbote René Bailly folgt auf der Jagd der Spur eines Fuchses in eine Höhle im Massiv des Risoux im Jura. In der sogenannten „Wolfshöhle“ entdeckt er die Leichen einer jungen Frau und eines kleinen Jungen. Als er mit den Gendarmen zurückkehrt, sind die Leichen verschwunden. Die Menschen im Dorf glauben ihm nicht, bis auf die Lehrerin Solange Lamy. Sie begleitet ihn zur Höhle und entdeckt dort ein Medaillon, in das eine Deutsche-Mark-Münze mit einem Geburtsdatum „F.M. geboren am 25. Juli 1953“ eingelassen ist.
Solange findet heraus, dass die Tote eine Deutsche war, die vor einigen Monaten am Bahnhof eingetroffen ist. Doch der einzige Zeuge, ein Säufer, der ihr dies bestätigen kann, stirbt kurz darauf durch Erfrieren. Dann wird das Haus, in dem René mit seiner Mutter lebt, durch Brandstiftung zerstört. Nun wohnen die beiden bei Solange. Als es auch hier einen Anschlag auf René gibt und er später durch eine manipulierte Bremse an seinem Auto einen Unfall erleidet, findet ihn Solange und kann ihn vor dem Erfrieren retten. Während er im Krankenhaus liegt, findet Solange heraus, dass die Deutsche die Witwe des verstorbenen Dorfbewohners François Mauffranc war. Die beiden hatten in Deutschland geheiratet, ihre Ehe aber vor der Familie geheim gehalten. Renés Brüder hatten das Erbe nicht teilen wollen und die junge Frau und ihren Sohn ermordet. René holt sich die Bestätigung bei der Mutter der beiden Brüder. Im Finale stürzt einer der Mörder in die Tiefe.

## Hintergrund
Bernard Toublanc-Michel und Drehbuchautor Alain Quercy verlegten die Handlung des Romans aus den 1950er Jahren in die Gegenwart. Im Roman waren René und Solange Cousin und Cousine, aus denen ein Liebespaar wird. Auf dieses Verwandtschaftsverhältnis verzichtete Toublanc-Michel. Er baute die Rolle der Solange zur ersten Hauptrolle aus. Er hatte bereits 1975 mit Claude Jade den Krimi Le malin plaisir gedreht.